# Phaeochrous hainanensis
Phaeochrous hainanensis är en skalbaggsart som beskrevs av Zhang 1990. Phaeochrous hainanensis ingår i släktet Phaeochrous och familjen Hybosoridae. Inga underarter finns listade i Catalogue of Life.